# Międzynarodowe Rewolucyjne Ludowe Siły Partyzanckie

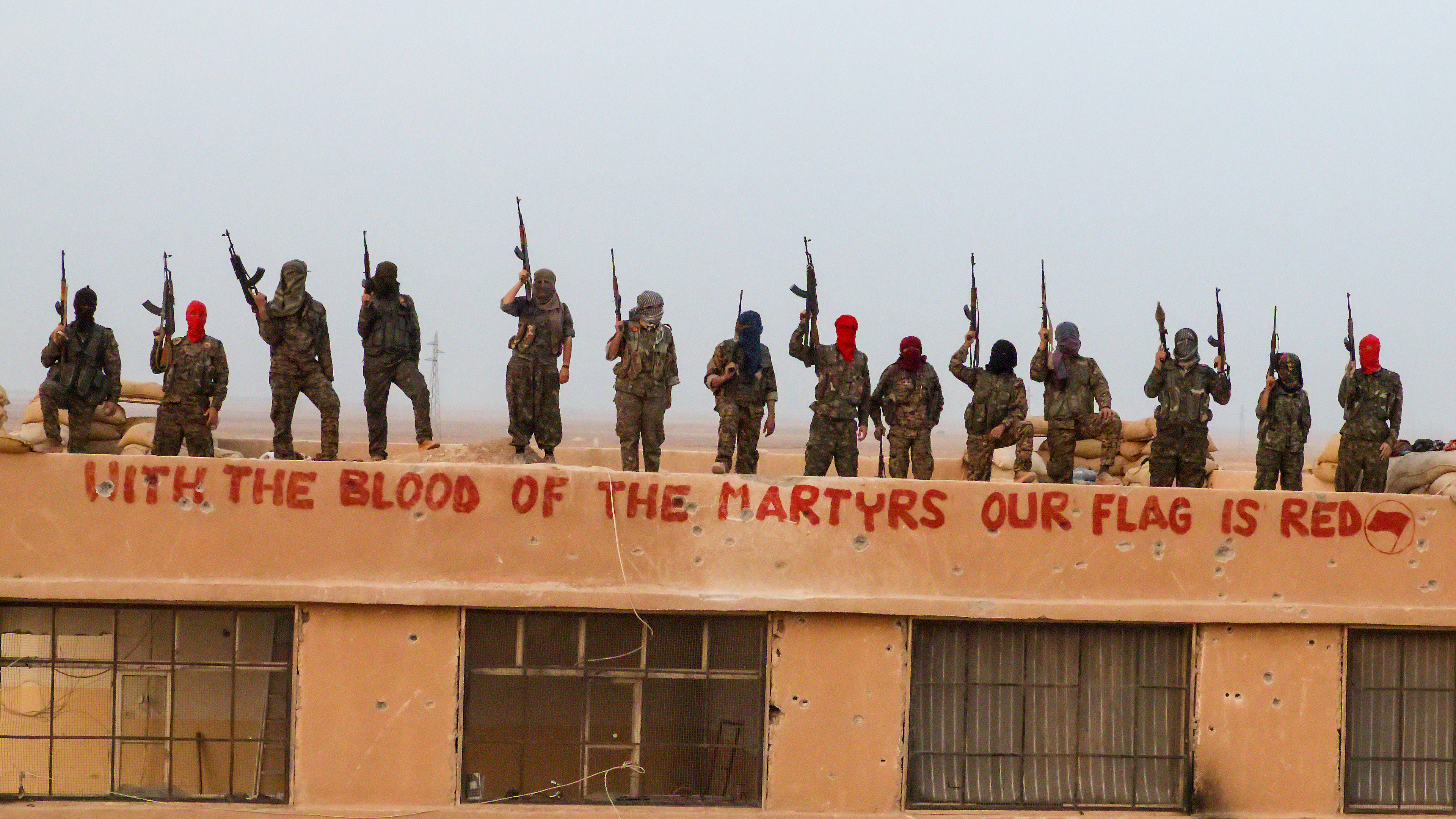
Zdjęcie grupowe żołnierzy IRPGF (2017)

Międzynarodowe Rewolucyjne Ludowe Siły Partyzanckie (IRPGF) – formacja zbrojna składająca się z zagranicznych ochotników i ochotniczek o poglądach anarchistycznych. Jej powstanie ogłoszono 31 marca 2017. Od kwietnia 2017 była częścią Międzynarodowego Batalionu Wolności (IFB), który to wchodzi w skład Powszechnych Jednostek Ochrony (YPG).
Jej powstanie ogłoszono 31 marca 2017. Według ugrupowania, celem była obrona rewolucji społecznej w Rożawie oraz szerzenie idei anarchizmu. Grupa ogłosiła swoje rozwiązanie 24 września 2018. Tureckie media określiły ją jako organizację terrorystyczną i część sieci zdelegalizowanej w Turcji Partii Pracujących Kurdystanu.

## Historia
IRPGF zostało utworzone w dniu 31 marca 2017 w celu obrony rewolucji w Rożawie i współpracy z Powszechnymi Jednostkami Ochrony i Partią Pracujących Kurdystanu przeciwko Islamskiemu Państwu w Iraku i Lewancie. Zamierzali również rozwijać ruch anarchistyczny w syryjskim regionie Rożawy oraz bronić „rewolucji i walk społecznych” na całym świecie.
Ogłoszenie zostało transmitowane przez IRPGF w sieciach społecznościowych wraz z pisemnym oświadczeniem określającym ich cele. Na filmie widać kilku wojowników partyzanckich z zakrytymi twarzami, niosących karabiny AK-47, granatniki RPG-7, radzieckie karabiny maszynowe PK i materiały wybuchowe. Za obecnymi na filmie partyzantkami i partyzantami widoczne są flagi IFB. Czarna flaga z literą A, flaga Akcji Antyfaszystowskiej oraz flaga czerwona i czarna.

## Formacja

### Ideologia
Główną ideologią partyzantów był anarchokomunizm. Jednym z jej celów była obrona rewolucji w Rożawie przed Islamskim Państwem w Iraku i Lewancie, różnymi grupami dżihadystycznymi wspieranymi przez Turecko-ochotniczą Wolną Armię Syryjską oraz turecką okupacją w Syrii. Bojownicy mówili, że ich cele nie są ograniczone do Rożawy, ale mają również zamiar pomóc w walkach i rewolucjach społecznych na całym świecie. W swojej organizacji kierowali się również zasadami horyzontalnymi oraz „walką z wszelkimi rodzajami ucisku”, takimi jak seksizm, rasizm i klasizm, ponadto opowiadają się za likwidacją państwa, kapitalizmu i patriarchatu.

### Przynależność
Oddział był częścią Międzynarodowego Batalionu Wolności od kwietnia 2017 i stanowił drugą grupę anarchistyczną, która dołączyła po greckiej jednostce RUIS. Często brali udział w działaniach kampanijnych brygady na portalach społecznościowych.
W dniu 29 maja IRPGF wydało oświadczenie w hołdzie dowódcy Zjednoczonych Sił Wolności – Mehmetowi Kurnazowi (Ulaşowi Bayraktaroglu), który zginął w walce na froncie w Ar-Rakkce. Określili go jako prawdziwego przyjaciela IRPGF. 31 dnia tego samego miesiąca IRPGF wysłał przedstawicieli i prelegentów do miasta Dêrika na ceremonię pogrzebową czterech męczenników IFB i YPG, Mehmeta Kurnaza, Muzaffera Kandemira, Elî Mihemeda Mizila (Şêr Zagros) oraz Nimeta Tûrûga (Baran Cudi).

## Queerowa Armia Insurekcji i Wyzwolenia
W dniu 24 lipca 2017 IRPGF ogłosiła w mieście Ar-Rakka utworzenie Queerowej Armii Insurekcji i Wyzwolenia (TQILA), wypuszczając jednocześnie oświadczenie wyjaśniające motywy jej powstania, którymi były prześladowania osób LGBT przez Państwo Islamskie w Iraku i Lewancie. Zostało również opublikowane zdjęcie, na którym partyzantki i partyzanci pozowali z banerem, na którym widniało hasło „Te pedały zabijają faszystów” i dwóch flag – jednej należącej do grupy oraz tęczowej flagi. Fotografia szybko stała się popularna w kilku zachodnich mediach, które zaskoczone powstaniem jednostki, szeroko nagłośniły wydarzenie.